# فورشت (اونترفرانکن)
فورشت (به آلمانی: Forst) یک منطقهٔ مسکونی در آلمان است که در شونونگن واقع شده‌است. فورشت ۱٬۰۱۳ نفر جمعیت دارد.